# Paul Gervais de Rouville
Pour les articles homonymes, voir Rouville.
Paul Gervais de Rouville, né le 25 mai 1823 à Saint-André-de-Valborgne (Gard) et mort le 29 novembre 1907 à Montpellier, est un géologue français, professeur de géologie à la faculté des sciences de Montpellier en 1864 et doyen de cette faculté entre 1879 et 1891.

## Biographie
Paul de Rouville est issu d'une famille de notables protestants du Gard,, 
Disciple de Marcel de Serres à la faculté des sciences de Montpellier, il y soutient en 1853 une thèse de doctorat intitulée : "Description géologique des environs de Montpellier".
Il étudie les environs de Montpellier, de l'Hérault, et publia de nombreuses cartes géologiques.
Il épousa le 25 avril 1849 à Montpellier, Louise Brock, petite-fille de Frédéric Brock né à Guernesey et frère du général Brock qui s'illustra dans la défense du Canada face aux États-Unis.
En 1864, il succède à Marcel de Serres et devient titulaire de la chaire de minéralogie et de géologie. 
Il meurt à Montpellier le 29 novembre 1907 et est inhumé au cimetière protestant.

## Hommages
Deux rues de Montpellier portent son nom : l'Allée Paul de Rouville et la rue du doyen de Rouville.

## Publications
- Description géologique des environs de Montpellier, impr. Boehm, 1853.
- Géologie de l'arrondissement de Saint-Affrique (Aveyron) et des parties limitrophes des départements de l'Aveyron et de l'Hérault, avec M. Reynes, impr. Boehm, 1858.
- Introduction à la description géologique du département de l'Hérault, impr. Boehm, 1876.
- Carte géologique et minéralogique du département de l'Hérault - arrondissement de Montpellier, impr. Lemercier, Paris, 1876.
- Géologie de la région du pic Saint-Loup (Hérault), impr. Boehm, 1893.
- L'Hérault géologique, Ricard Frères, 1894.